# Laphystia carnea
Laphystia carnea är en tvåvingeart som beskrevs av Hermann 1906. Laphystia carnea ingår i släktet Laphystia och familjen rovflugor. Inga underarter finns listade i Catalogue of Life.